# Emesis ops
Emesis ops är en fjärilsart som beskrevs av Pierre André Latreille 1833. Emesis ops ingår i släktet Emesis och familjen Riodinidae. Inga underarter finns listade i Catalogue of Life.